# Присад
Присад (мкд. Присад) је насеље у Северној Македонији, у јужном делу државе. Присад припада општини Прилеп.

## Географија
Насеље Присад је смештено у јужном делу Северне Македоније. Од најближег већег града, Прилепа, насеље је удаљено 10 km североисточно.
Присад се налази на источном ободу Пелагоније, највеће висоравни Северне Македоније. Насељски атар је планински, без већих водотока. Северно од насеља издиже се планина Трескавац, а источно се издиже планина Бабуна. Надморска висина насеља је приближно 850 метара.
Клима у насељу је планинска због знатне надморске висине.

## Становништво
По попису становништва из 2002. године, Присад је имао 5 становника.
Претежно становништво у насељу су етнички Македонци (100%).
Већинска вероисповест у насељу је православље.